# Целебровский, Пётр Иванович
Пётр Ива́нович Целебро́вский (5 (18) июня 1859, Зяблицкий погост села Арефино Муромского уезда Владимирской губернии, ныне Вачский район Нижегородской области — 10 мая 1921, село Жигули Сызранского уезда, ныне Ставропольский район Самарской области) — русский художник.

## Биография
Родился 5 (18) июня 1859 года в семье священника Зяблицкого погоста села Арефино Муромского уезда Владимирской губернии (ныне Вачский район Нижегородской области). Из-за сильного заикания (проявилось в 1864 году после испуга от внезапного пожара) сделался замкнутым. С детства интересовался книгами, рассматривая гравюры и рисунки. Рано начал рисовать углём и карандашом.
Учился в Московском училище живописи, ваяния и зодчества, а с 1881 по 1888 годы — в Императорской Академии Художеств в Петербурге занимаясь историческим жанром. Размещал созданные им художественные образы в иллюстрированных журналах. Приезжая отдыхать к отцу на родину, искал художественные впечатления от простой крестьянской жизни и обстановки.
В 1883, 1884 и 1885 годах получил четыре серебряные медали. В 1888 году ему было присвоено звание классного художника 1-й степени. За картину «Сократ в темнице беседует перед смертью» был награждён двумя золотыми медалями (полотно находится в Нижегородском художественном музее). В этой работе художник изобразил Сократа в последние часы жизни в окружении своих учеников и родственников, подносящих ему чашу с ядом.
4 ноября 1888 года, окончив обучение со званием классного художника, Императорской Академией Художеств был направлен для обучения за границу, но предпочёл возвратиться в муромские края «для усовершенствования работы».

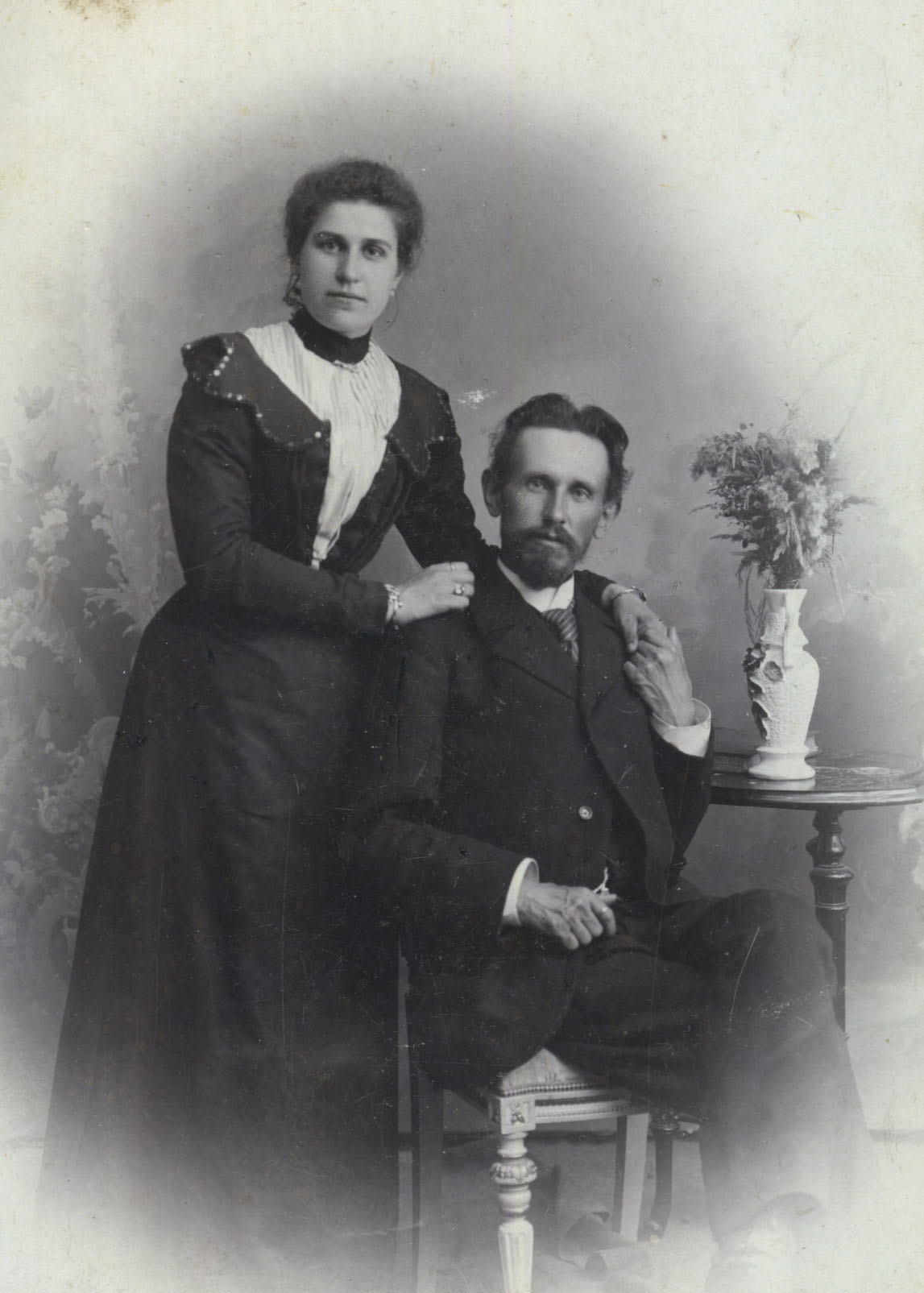
Целебровский П.И. со своей женой
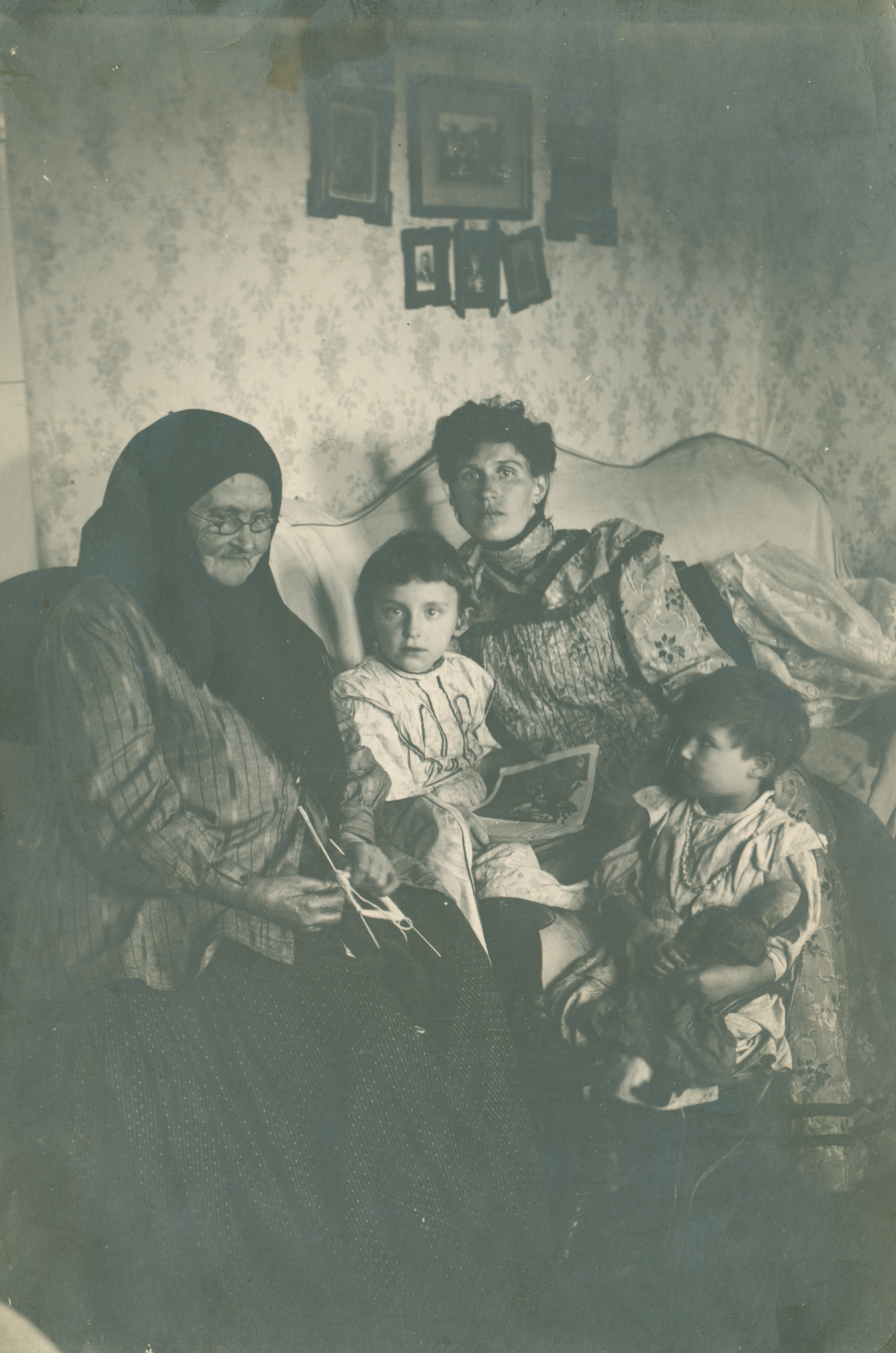
«Бабушкины сказки» (жена, теща – Анна Кузьминична Усова и двое детей сидят на диване за чтением книг).
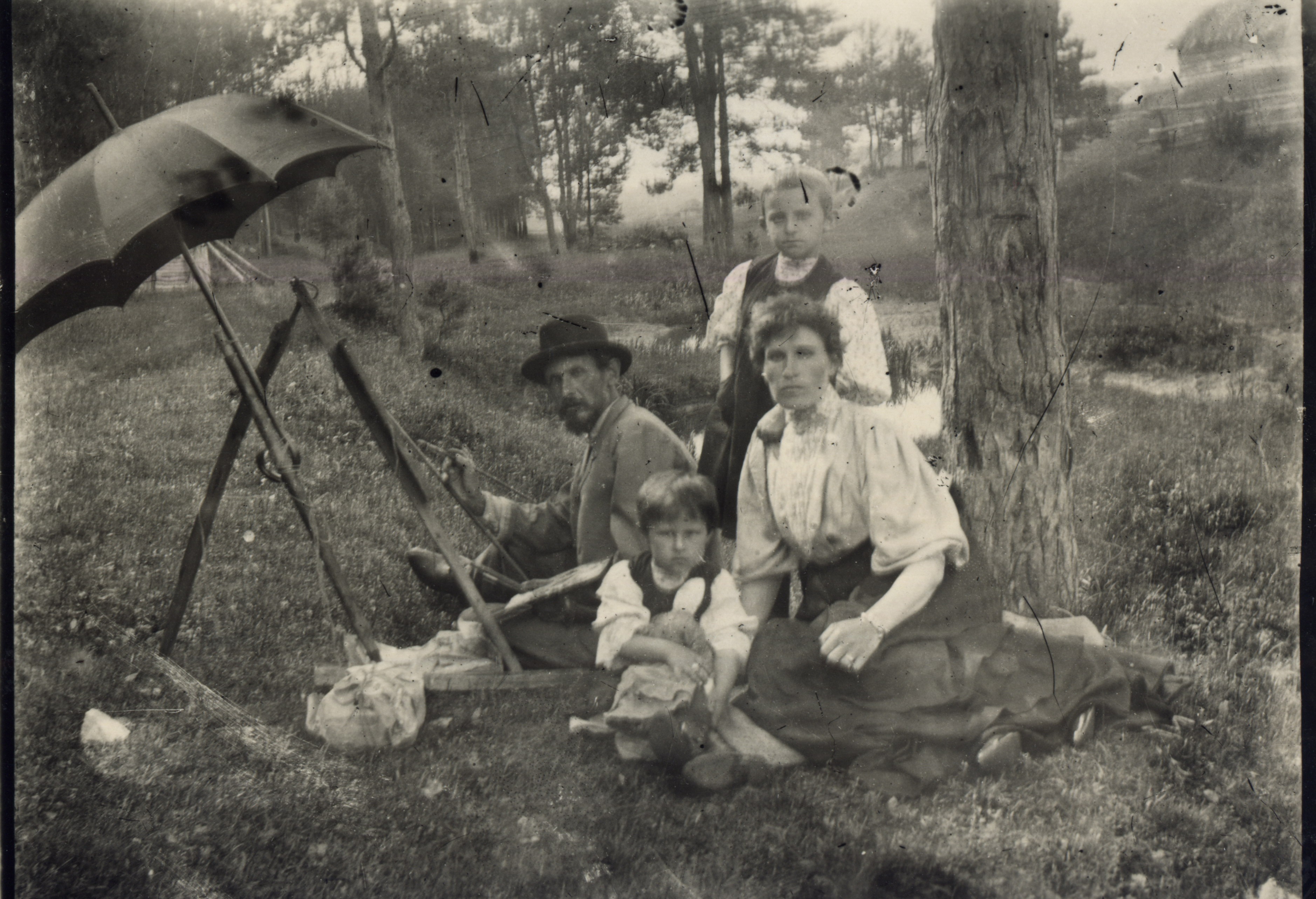
Художник Петр Целебровский с женой и детьми на пленере в окрестностях Мурома. Около 1907-1909
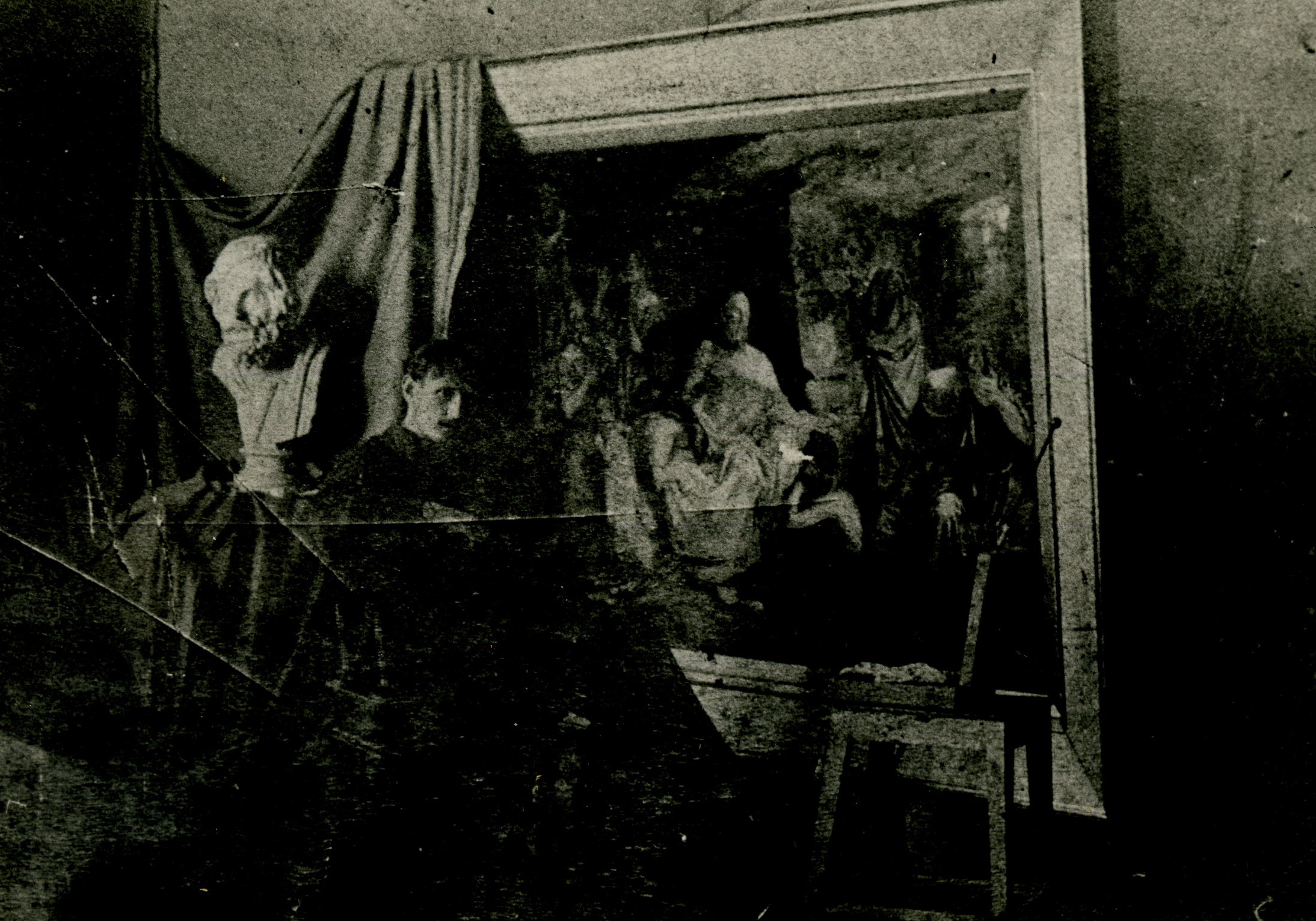
Художник Петр Целебровский около своей дипломной работы «Сократ в темнице». 1888 г.

## Творчество
С 1888 по 1890 годы работал в артели художников в Санкт-Петербурге, а также принимал участие в росписи церквей в Тверской губернии.
С 1891 по 1892 годы сотрудничал в журналом «Нива». В компании с двумя художниками, товарищами по Академии и уроженцами города Мурома занимался фотографией и пытался открыть в городе фотографическое заведение. Дело оказалось неудачным и художники приступили к росписи храмов в Муроме (церкви Смоленская, Воскресенская, Благовещенская).
Детские впечатления от сельской жизни, а также годы работы в провинциальном Муроме, позволили художнику узнать тяжёлую крестьянскую долю. Отражение быта и труда крестьян родного края нашли широкий отклик в творчестве мастера. Главные герои произведений Целебровского крестьяне: «Сеятель», «Благословение невесты», «На пашне», «Старики», «Крестьянская беседа», «Сенокос», «Старик на пашне», «Недобрые вести».

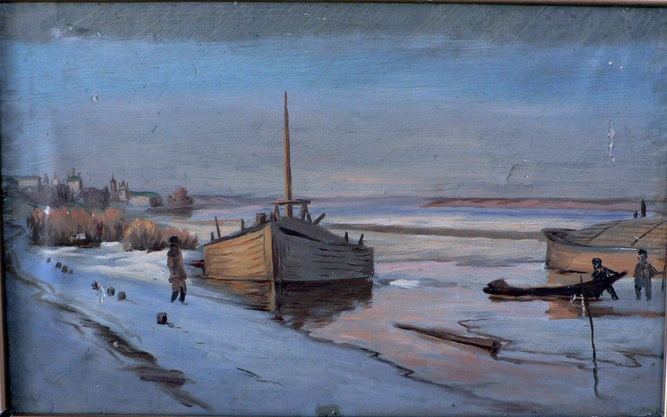
Баржи перед ледоходом
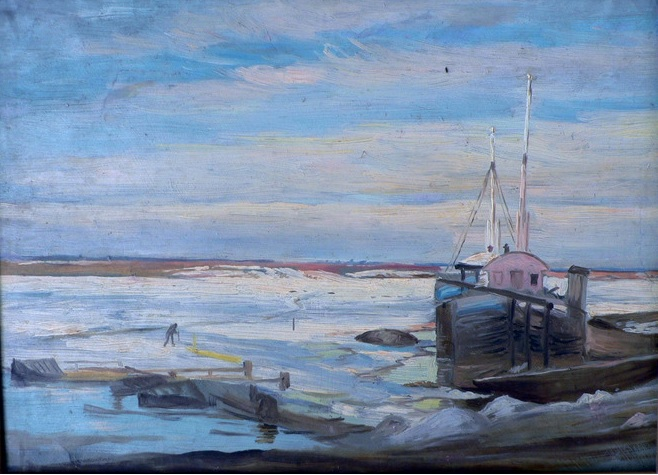
Зимой на Оке
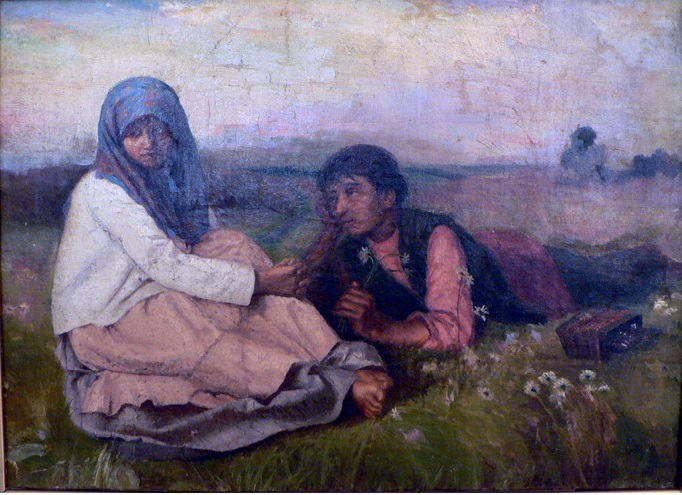
Двое на лугу
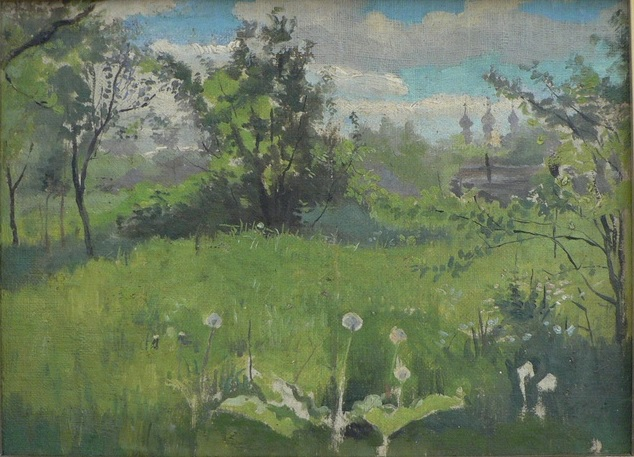
На Штабу
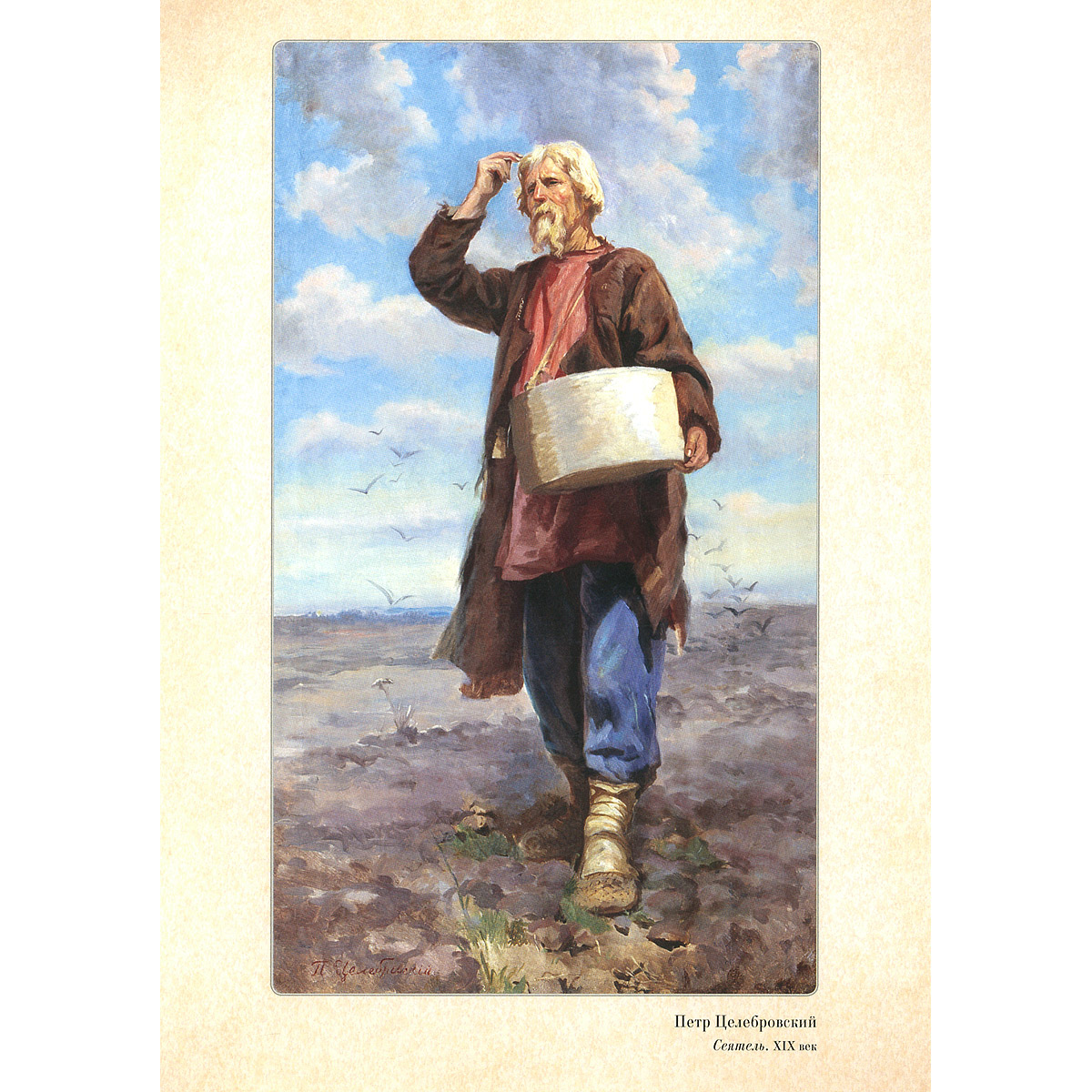
Сеятель

Писатель Н. К. Некрасов, внучатый племянник великого российского поэта, свою книгу «По их следам, по их дорогам», посвященную Н. А. Некрасову, иллюстрировал работами Целебровского. Известный советский поэт Андрей Вознесенский в поэме «Андрей Полисадов» (1979) дал высокую оценку творчеству художника, воссоздавшего портретный образ прапрадеда поэта, деятеля российской духовной жизни XIX века, выходца из Грузии, архимандрита муромского Благовещенского собора (Целебровский принимал участие в росписи стен этого храма):
На меня глядел Полисадов. 
Профиль смуглый на белом соборе, 

Пламя тёмное в крупных белках, 
И тишайшее бешенство воли 
Ощущалось в сжатых руках 
(Вот таким на церковном фризе, 
По-грузински царебровым, 
В ряд с Петром удивительной кистью 
Написал его Целебровский).
Участвовал в первой выставке муромских художников. Один из вариантов его картины «Сеятель» послужил образцом для изображения крестьянина на первых денежных знаках Советского государства.
Среди других выделяются следующие полотна Целебровского: «Приам умоляет Ахилла выдать ему тело убитого Гектора», «Сеятель», «Крестьянская беседа», «Старики», «Дом Зворыкиных в Подболотне».

## Преподавательская деятельность
Являлся представителем известной педагогической династии Поляковых — Кривобоковых — Целебровских.
С 1892 по 1918 годы работал учителем рисования в муромской женской гимназии, одновременно занимаясь росписью православных храмов. В должности преподавателя рисования получил несколько орденов и государственный чин. В Муроме проживал на ул. Фабричной (ныне ул. Октябрьская) в квартале между улицами Рождественской и Касимовской (ныне ул. Ленина и ул. Л. Толстого).
С 1918 по 1919 году вместе с муромским художником Иваном Куликовым был организатором курсов по подготовке учителей рисования и черчения для учебных заведений Мурома.
В 1920 году, спасаясь от голода, переехал в село Жигули Симбирской губернии, где работал учителем рисования школы второй ступени.
Скончался 10 мая 1921 года от испанского гриппа.